# Bungay
Bungay este un oraș în comitatul Suffolk, regiunea East, Anglia. Orașul aparține districtului Waveney. 